# Андроник Палеолог Кантакузин
Андроник Палеолог Кантакузин (казнен 4 июня 1453) — византийский аристократ, последний великий доместик Византийской империи (ок. 1437 — 1453).

## Биография
Представитель знатного византийского дворянского рода Кантакузинов. Сын севастократора и морейского деспота Дмитрия Кантакузина.
Андроник Кантакузин был одним из византийских сановников, которые советовали последнему императору Константину XI Палеологу в третий раз жениться на Анне, дочери императора Трапезунда Давида Комнина, а не на Маре, дочери деспота Сербии Георгия Бранковича. Имя Андроника упоминается в договоре между Византией и Венецией, заключенному в апреле 1448 года, вместо Димитрия Палеолога Кантакузина, который тогда был нездоров.
В правление императора Иоанна VIII Палеолога его двоюродный брат Андроник Палеолог Кантакузин получил должность великого доместика Византийской империи. В 1436 году он убеждал сербов послать свою делегацию на Ферраро-Флорентийский собор, созванный для заключения унии между католической и православной церквями. Историк Сильвестр Сирополус именует Андроника Кантакузина зятем деспота Сербии. Его сестра Ирина Кантакузина (ок. 1400—1457) с 1414 года была женой сербского деспота Георгия Бранковича. Сербская церковь отказалась принимать участие в заключении унии. Из-за этого Андроник Кантакузин был противником брака византийского императора Константина Палеолога с Марой Бранкович.

## Семья
По родословной жены Гуго Бузака, Андроник Палеолог Кантакузин был братом Георгия Палеолога Кантакузина и сыном морейского деспота Дмитрия Кантакузина.
Он был женат и имел, по крайней мере, одного сына, который был женат на дочери последнего великого дуки Лукаса Нотараса. Византийский Историк Дука сообщает, что младший Кантакузин был вместе со своим тестем Лукасом Нотарасом казнен турками-османами.
Через пять дней после падения Константинополя османский султан Мехмед Фатих приказал казнить многих византийских сановников. Среди них был великий доместик Андроник Палеолог Кантакузин.